# Васкауцы
Васкауцы (рум. Văscăuţi, Вэскэуць) — село в Флорештском районе Молдавии. Является административным центром коммуны Васкауцы, включающей также сёла Фэгэдэу и Октябрьское.

## География
Село расположено на высоте 194 метра над уровнем моря.

## Население
По данным переписи населения 2004 года, в селе Вэскэуць проживает 1067 человек (559 мужчин, 508 женщин).
Этнический состав села:
| Национальность | Число жителей | Процентный состав |
| -------------- | ------------- | ----------------- |
| молдаване      | 1031          | 96,63             |
| украинцы       | 16            | 1,5               |
| русские        | 16            | 1,5               |
| цыгане         | 3             | 0,28              |
| прочие         | 1             | 0,09              |
| Всего          | 1067          | 100 %             |